# Passageinstrument
Et passageinstrument er et astronomisk instrument som bruges til måle stjerners position på himmelkuglen. Instrumentet består af en kikkert som er monteret på en fast vandret akse som er placeret i øst-vestlig retning. Det betyder at kikkerten altid vender mod punkter i meridianes plan, det vil sige planen gennem zenit, nadir og nord-syd-retningen. Aksen er konstrueret så kikkertens hældning kan aflæses med stor nøjagtighed. Når en stjerne passerer meridianens plan, kan dens højde aflæses på passageinstrumentets akse samtidig med at det præcise tidspunkt aflæses på et ur.
Det første passageinstrument blev lavet af Ole Rømer efter en ide Jean Picard i 1690'erne. Ole Rømers passageinstrument havde en målenøjagtighed på 5 buesekunder.